# Мідно-нікелевий сплав

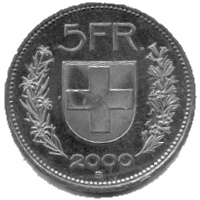
Монета з купронікелю
(5 швейцарських франків)

Мі́дно-ні́келевий сплав або купроні́кель (англ. cupronickel) — однофазний сплав на основі співмірних кількостей міді (Cu) й нікелю (Ni) та може містити у невеликих кількостях інші компоненти такі як кремній, залізо, алюміній або марганець.

## Загальна характеристика
Мідно-нікелеві сплави характеризуються високими міцністю, жаротривкістю а також, стійкістю до корозії у прісній та морській воді, сухих газах та атмосфері. Із зростанням вмісту нікелю корозійна стійкість та міцність сплавів зростають. Вони добре обробляються у холодному і гарячому стані. Сплави характеризуються великим електричним опором. Колір від світло-сріблястого до м'якого золотаво-рожевого, обумовлений співвідношенням у сплаві міді й нікелю.
Мідно-нікелеві сплави постачаються як продукт оброки тиском у вигляді: бляхи, дроту, прутків, смуг і труб. Вимоги до складу сплавів групи мідно-нікелевих сплавів регламентуються міждержавним стандартом ГОСТ 492–2006.

## Класифікація й використання
За призначенням мідно-нікелеві сплави поділяють на дві групи: конструкційні і електротехнічні.
До конструкційних мідно-нікелевих сплавів належать високоміцні корозійностійкі сплави:
- мельхіор (двоскладниковий) (купронікель двоскладниковий) — МН95-5 (за стандартами ISO CuNi5), МН16 (сплав ТБ), МН19 (CuNi19) i МН25 (CuNi25), що використовуються для карбування монет та виготовлення спеціальних виробів (посуду, творів мистецтва тощо);
- мельхіор (залізо-марганцевий купронікель) — МНЖ5-1 (CuNi5FeMn), МНЖМц10-1-1 (CuNi10FeMn) i МНЖМц30-1-1 (CuNi30MnFe), що знайшли застосування для виготовлення трубопроводів для хімічно агресивних рідин у приладобудуванні та конденсаторних труб, маслоохолодників, трубних систем кондиціонерів;
- марганцевий купронікель — МНМц40-1,5 (CuNi40Mn, константан) й МНМц43-0,5 (CuNi44Mn, копель) — для термопар та компенсаційних провідників, резисторів та при виготовленні електровакуумних ламп;
- куніаль (купронікель алюмінієвий) — МНА13-3 (CuNi13Al3, куніаль А), МНА6-1,5 (CuNi6Al2, куніаль Б) — для виробів підвищеної міцності у машино- та суднобудуванні;
- нейзильбер (купронікель цинковий) — МНЦ15-20, МНЦ18-20, МНЦ18-27 — для виготовлення пружних елементів;
- монель-метал — НМЖМц28-2,5-1,5 (NiCu30) — для виготовлення корозієстійких деталей.

До електротехнічних мідно-нікелевих сплавів належать сплави, що мають великий електричний опір та певні термоелектричні властивості:
- константан — сплав міді (основний компонент) з нікелем (40 %), марганцем (1,5 %) і домішками деяких інших елементів. Сплав має високий питомий опір, характеризується сталістю електричного опору при зміні температури і високу термоЕРС в парі з нікелем, залізом, міддю;
- манганин — термостабільний сплав на основі міді (близько 85 %) з додаванням марганцю (Mn) (11,5—13,5 %) та нікелю (Ni) (2,5—3,5 %). Характеризується надзвичайно малою зміною електричного опору в області кімнатних температур;
- копель — сплав, що складається з таких елементів: Ni (42,5…44 %); Fe (0,15 %); Mn (0,1…1,0 %) решта Cu (марка: МНМц 43-0,5)[1];
- нікелін — сплав міді (65-67 % Cu) з нікелем (25-35 % Ni) із домішками марганцю (0,4-0,6 % Mn), заліза і цинку. Характеризується великим питомим електричним опором, який незначно змінюється з температурою, і стійкістю проти корозії.